# Febris
Febris („febră” în latină) este zeița febrelor și malariei în mitologia romană. Ea nu are o legendă. Este posibil să fi provenit de la zeul roman Februus. Printre atributele ei caracteristice se numără „înțelepciunea” și „onestitatea”, potrivit Apocolocyntosis a lui Seneca cel Tânăr.
Febris era însoțită de două fiice sau surori ale ei, numite Dea Tertiana și Dea Quartiana. Zeița Febris aparține zeităților apotropaice (în latină Dii averrunci) care au putere asupra unui rău anume: să-l impună sau să-l scape de el. Febris avea trei temple în Roma antică, dintre care unul era situat între Palatin și Velabrum. Templele lui Febris au fost vizitate de oameni cu febră. Ea a fost invocată cu formula Febris diva, Febris sancta, Febris magna.